# Walter Niemann (Maler)

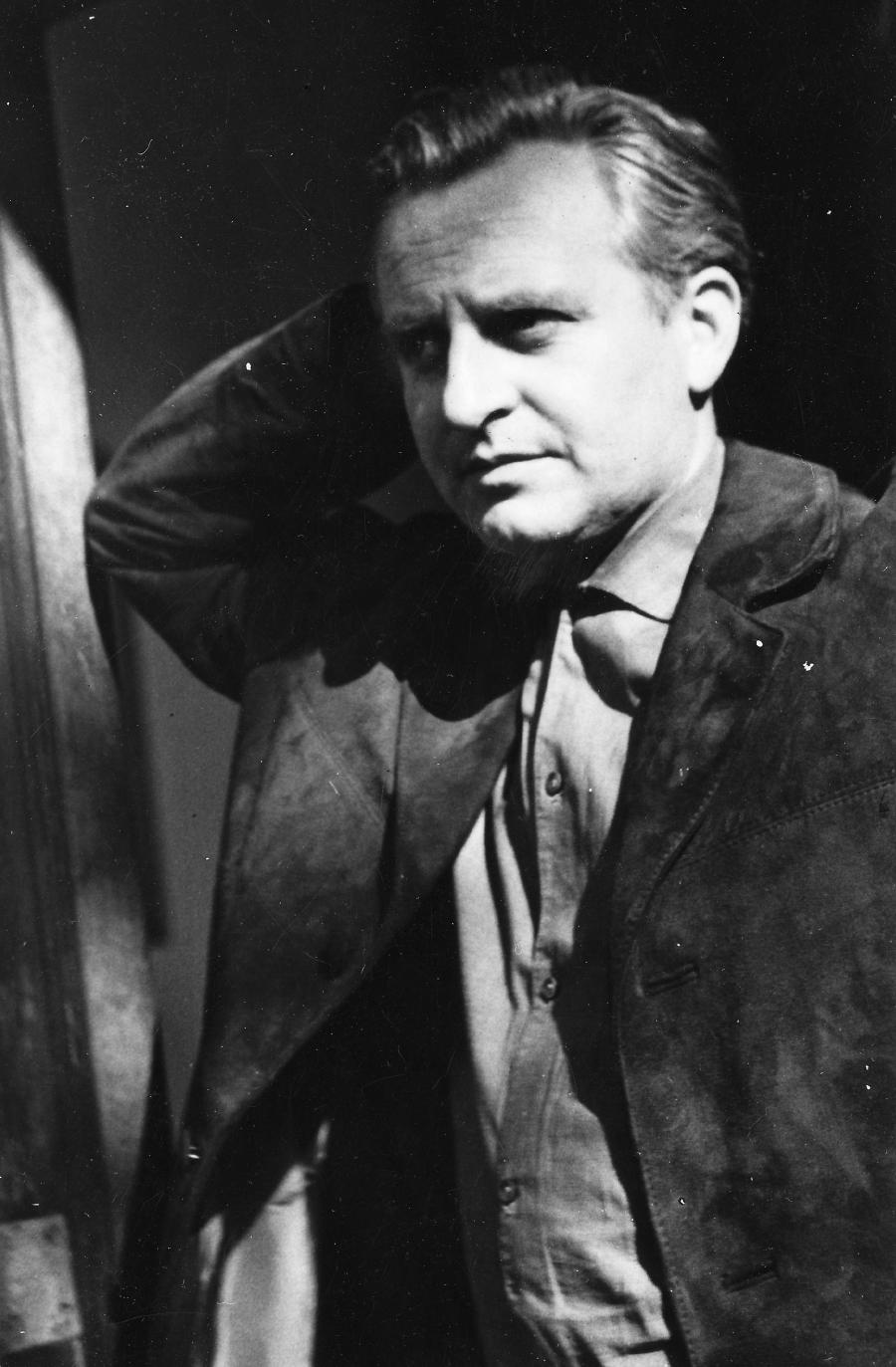
Walter Niemann im Alter von 48 Jahren, Worpswede 1963

Walter Niemann (* 7. Mai 1915 in Hamburg; † 14. September 1986 in Worpswede) war ein deutscher Maler, Grafiker und Bildhauer. Er zog Ende der 1930er Jahre nach Worpswede, wo er bis zu seinem Tod als Künstler lebte und wirkte. Zusammen mit seiner Ehefrau Charlotte Niemann und Künstlerkollegen wie Waldemar Otto und Otto Meier gehörte er zur zweiten Generation der Künstlerkolonie Worpswede.

## Biografie
Niemann besuchte die reformpädagogische Lichtwarkschule in Hamburg-Winterhude; sein Mitschüler und bester Freund war Heinz Strelow. Als Autodidakt eignete sich Niemann bereits als Schüler verschiedene Maltechniken an und schuf seine ersten Bilder, wie etwa die Tuschzeichnung der Hamburger Hinterhöfe, die Aquarellzeichnung der Beeke mit dem Weyerberg im Hintergrund oder die Ölzeichnung einer Mühle, angefertigt während seiner ersten Besuche in Worpswede als Jugendlicher.
Nach dem Abitur absolvierte er eine Ausbildung zum Maler, ehe er 1936 zum Militärdienst eingezogen wurde. Ende der 1930er Jahre ließ er sich in Worpswede nieder. Dort arbeitete er als Grafiker und Bildhauer und malte als Künstler Bilder in Öl, Aquarelle, sowie Tusch-, Bleistift- und Kohlezeichnungen.

### Frühwerk (1930er Jahre)

Hamburger Hinterhöfe, Tuschzeichnung, mit 17 Jahren gemalt, Hamburg 1932, private Sammlung
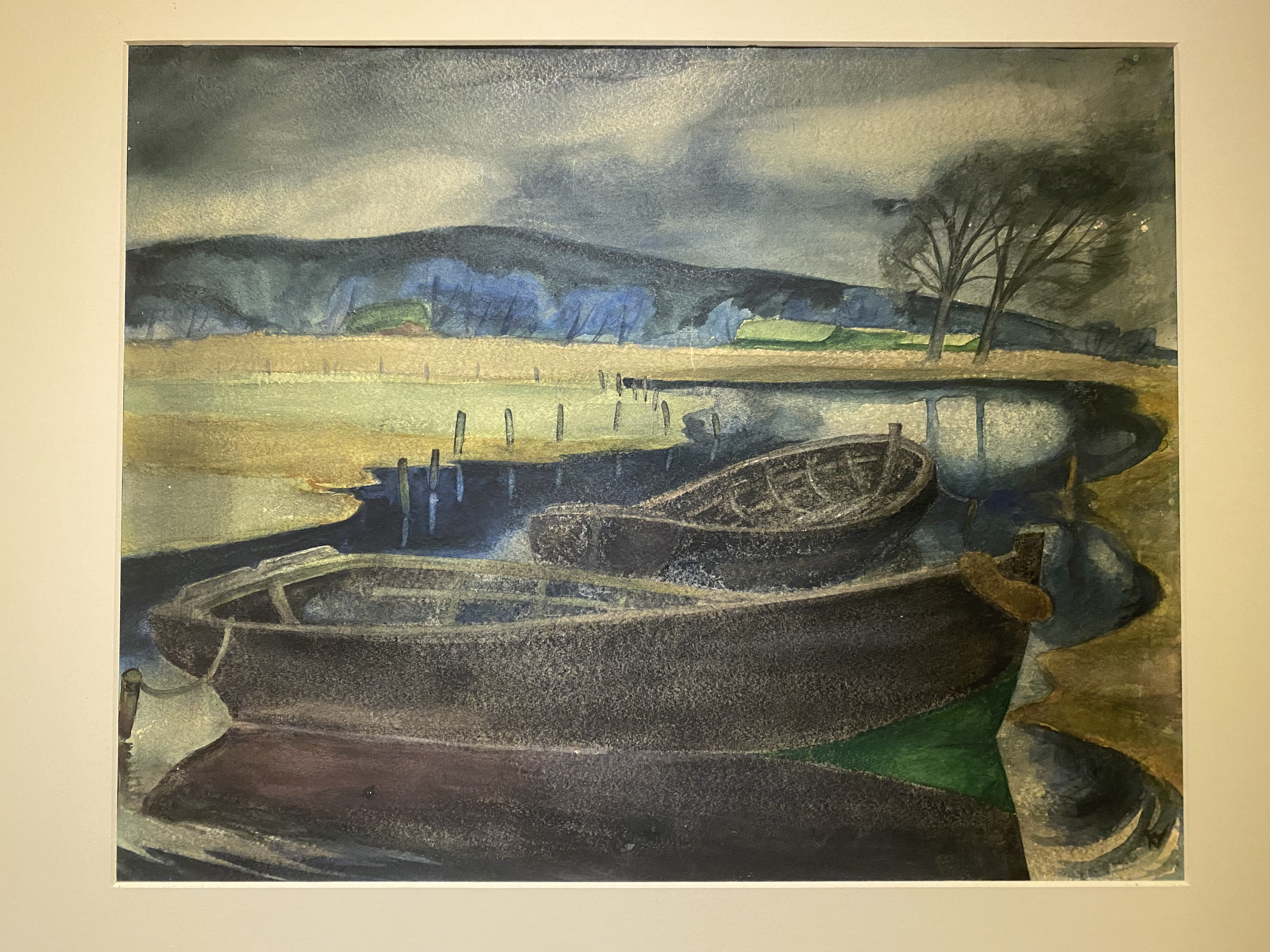
Boote auf der Beeke, im Hintergrund der Weyerberg/Worpswede, Aquarellzeichnung, Worpswede 1932, private Sammlung
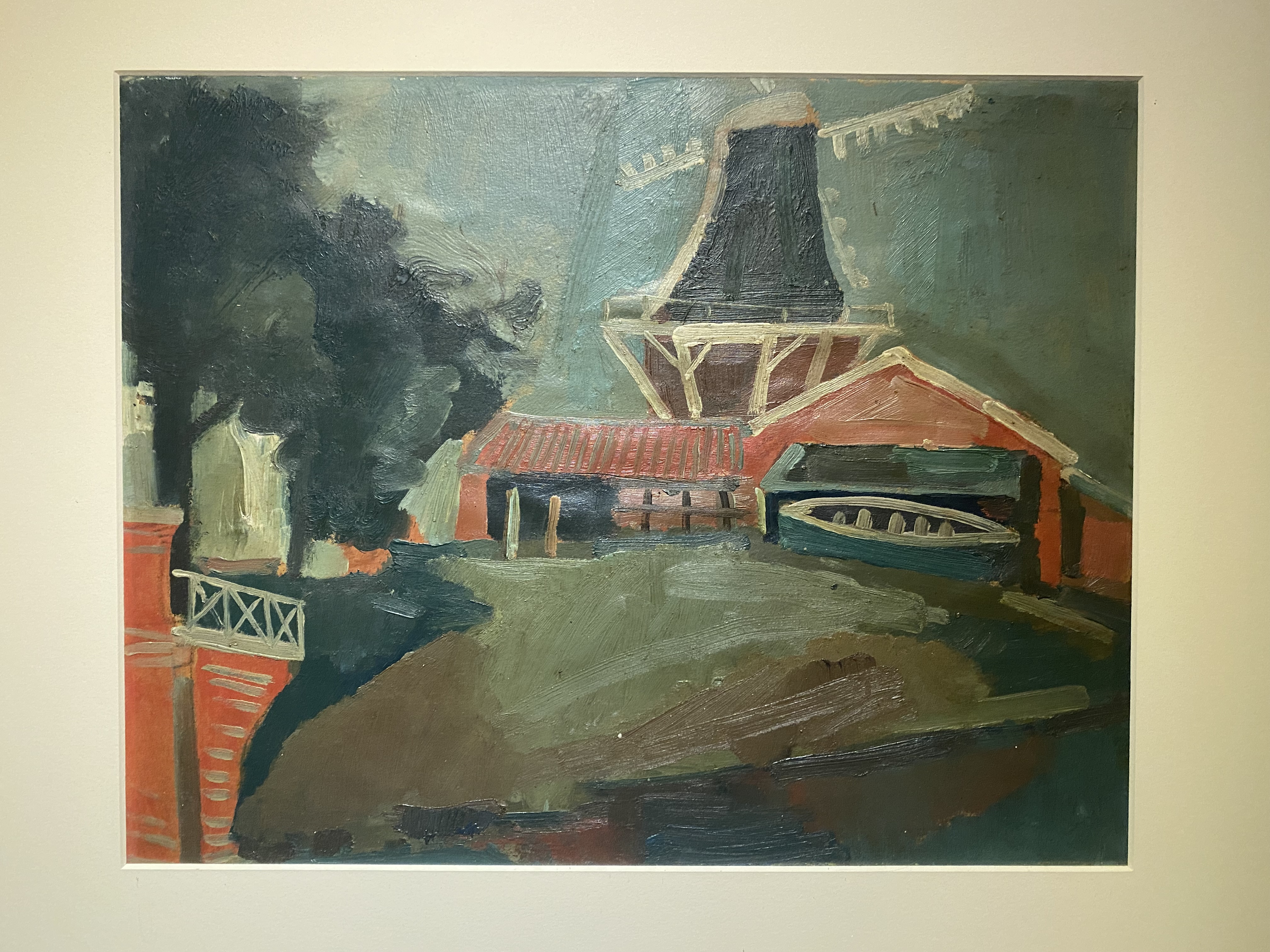
Mühle, Ölbild, Worpswede 1932, private Sammlung

### Ehe und Familie
Ende der 1930er Jahre lernte Walter Niemann die Künstlerin Lotty (genannt Charlotte) O.B.L. Timm kennen, die wenig später mit ihm nach Worpswede zog. 1939 heirateten sie; 1942 wurde in Worpswede der erste Sohn geboren. Walter Niemann befand sich zu diesem Zeitpunkt im Lazarett in Rüdesheim. Ende 1945 wurde der zweite Sohn geboren.

### Kriegszeit
Unmittelbar nach Ende seines Wehrdienstes zu Beginn des Zweiten Weltkriegs wurde Niemann in den Kriegsdienst einberufen. Er war als Funker für den Nachschub beim Russlandfeldzug 1941 zuständig, gemeinsam mit dem gleichaltrigen Heinrich Albertz, dem späteren Regierenden Bürgermeister von Berlin, der sich in Niemanns Kompanie befand. Während des Militärdienstes malte er weiter, teilweise draußen auf dem Panzer sitzend, während der Fahrt. Es entstanden über 35 Aquarelle im DIN-A4-Format. Als Motive dienten die karge russische Winterlandschaft sowie die russische Bevölkerung. Im Feldpostbriefwechsel mit seiner Frau Charlotte bat Niemann um Nachschub an Farben, Pinseln und Papier.
Im Juli 1942 ließ sich Niemann nach einem Patrouillengang von einem Panzer mitnehmen, der, während Niemann außen auf dem Panzer saß, über eine Mine fuhr. Niemann verletzte sich am rechten Sprunggelenk schwer, so dass er zunächst in eine Krankenstation an der Front kam und schließlich in ein Lazarett nach Rüdesheim am Rhein verlegt wurde. Dort verbrachte er über zweieinhalb Jahre und wurde über ein halbes Dutzend Mal am Bein operiert. Auch im Lazarett malte er weiter.

#### Kriegszeit (Russland 1942)

Aquarellzeichnung, Russland 1942, private Sammlung
Aquarellzeichnung, Russland 1942, private Sammlung
Aquarellzeichnung, Russland 1942, private Sammlung

### Nachkriegszeit
Nach der Entlassung aus dem Lazarett Anfang 1945 lebte Walter Niemann gemeinsam mit seiner Frau und dem zweijährigen Sohn im Ortskern von Worpswede im Haus einer späteren Schlachterei. Aufgrund der Kriegsereignisse bei der Einnahme durch britisches Militär kam die Familie zunächst in der Scheune einer Gastwirtschaft an der Hamme unter, ehe sie eine Wohnung im ehemaligen Wohnhaus von Bernhard Hoetger bezogen. Dort lebten sie die folgenden 19 Jahre und Walter Niemann richtete in Worpswede sein Atelier ein.
1964 ließ Walter Niemann das Haus „Hinterm Berg 117“ bauen. In dessen Mauern integrierte er eigene Skulpturen aus Stein oder Glaselementen sowie andere Kunstwerke.

### Werk
In der Nachkriegszeit wurde Niemann zu einem prägenden Künstler von Worpswede. Er fertigte Marionetten für den Bremer Puppenspieler Eduard Schmidt-Auffurth an, schuf behindertengerechtes Kinderspielzeug aus Holz und Steinfiguren wie den Pfahl der vielen Gesichter oder den Dreiwürfelmann.
Für das Merian-Heft „Worpswede“ des ersten Jahrgangs 1949 steuerte Niemann 14 Karikaturen der Worpsweder Künstlerkollegen bei, zeichnete das Titelbild und den Worpsweder Ortsplan für das Touristikfaltblatt Umgebungskarte Worpswede, den Buchumschlag und den Bremer Stadtplan für das Buch In der Altstadt und entwarf mehrere Einladungen für die Worpsweder Künstlerfeste.
Nach seiner Meisterprüfung 1947 arbeitete Niemann als Dozent an der Hochschule für Künste Bremen.
Von der Bremer Schulbehörde bekam er den Auftrag, Schulbücher zu illustrieren. Aus der Zusammenarbeit mit der Schriftstellerin und Bibliothekarin Ursula Ziebarth wurde eine Freundschaft, so dass Niemann ihr über 300 Zeichnungen und Bilder widmete. Diese befinden sich u. a. als gemalte Tagebücher im Nachlass von Ziebarth.
Niemann nahm an vielen Kunstausstellungen teil, verkaufte Bilder an Museen und Kunstvereine und erhielt zahlreiche erste Wettbewerbspreise und Aufträge für „Kunst am Bau“ und „Kunst im öffentlichen Raum“. 
In der Wahl seiner Werkstoffe war er vielseitig: Bei seinen sogenannten „Materialbildern“ verwendete er neben den klassischen wie Holz, Metall, Keramik, Glas, Natur- und Kunststein auch Alltagsgegenstände wie Schrauben und Nägel oder speziellere Materialien wie etwa Orgelpfeifen.
Er gestaltete Pflasterpläne für Fußwege und fertigte Holzreliefs wie das Freistehende Holz-Figurenpaar, das Große Holzrelief für das Bäderschiff MS „Bremerhaven“ oder die farbigen Holzreliefs Tafelrunde der Bremer Stadtmusikanten und Nordwärts an.
Niemann schuf Installationen aus Beton wie etwa eine Betonkeramik für das Finanzamt und die Justizbehörde Verden oder das Betonband. Für die Fritz-Gansberg-Schule Bremen fertigte er eine Metallinstallation in Form der freistehenden Metall-Rotoren-Installation Die sieben Faulen an. Im Amtszimmer des hannoverschen Landesbischofs Hanns Lilje wurde Niemanns Materialbild Hahn installiert. Keramikinstallationen wie das Keramische Wandrelief, das Keramikbild Eulenspiegel oder eine Keramikwand gehörten ebenso zu seinen Werken wie Wand-Kachelmosaike, Wand- und Deckenmalerei und der Kunststein-Fries am Gerichtsgebäude am Ostertor.
Für den Senat der Freien Hansestadt Bremen stellte er keramische Tabak-, Kaffee-, Tee- und Konfektdosen her, die ab 1967 offiziellen Senatsgästen als Präsent überreicht wurden. Als Motiv dienten die Bremer Stadtmusikanten.
Für das „Bremer Haus“ in Bonn, den Sitz der bremischen Vertretung in der bundesrepublikanischen Hauptstadt, das u. a. der spätere Bundespräsident Karl Carstens mit seiner Frau bewohnte, entwarf Niemann die Boden- und Wandteppiche.  
Aufgrund der hohen Qualität seiner Arbeit erhielt Niemann eine Professur an der Hochschule für Künste (HfK) Bremen und wurde dort Leiter der „Abteilung Fläche“. In den 1970er Jahren engagierte er sich mit seinem Freund Martin Kausche für den Aufbau der Worpsweder Künstlerhäuser.

### Krankheit und Tod
Als Leiter der „Abteilung Fläche“ der Staatlichen Kunsthochschule Bremen arbeitete Niemann in den Werkstatträumen mit Lacken und Farben und war einer täglich hohen Konzentration an Lösungsmitteln ausgesetzt. Er entwickelte, wie sein Vorgänger und sein Nachfolger, Leukämie. Die zu dem damaligen Zeitpunkt nicht heilbare Krankheit und den absehbaren Tod vor Augen, setzte sich Niemann in seiner letzten Arbeit mit dem Tod auseinander. Er verstarb 1986 mit 71 Jahren. Er liegt auf dem Worpsweder Friedhof begraben.

## Nachlass
Durch private Rückkäufe befinden sich die meisten Bilder von Walter Niemann inzwischen im Besitz seiner Familie. Des Weiteren besitzen die Worpsweder Museen und die Stiftung Haus im Schluh in Worpswede zahlreiche seiner Kunstwerke.

### 1950er Jahre

Ölbild Frau in rosa, Worpswede 1950, private Sammlung
Blumenfrau vor Theatinerkirche in München, München 1951, Heinrich Vogeler Stiftung Haus im Schluh

### 1960er Jahre

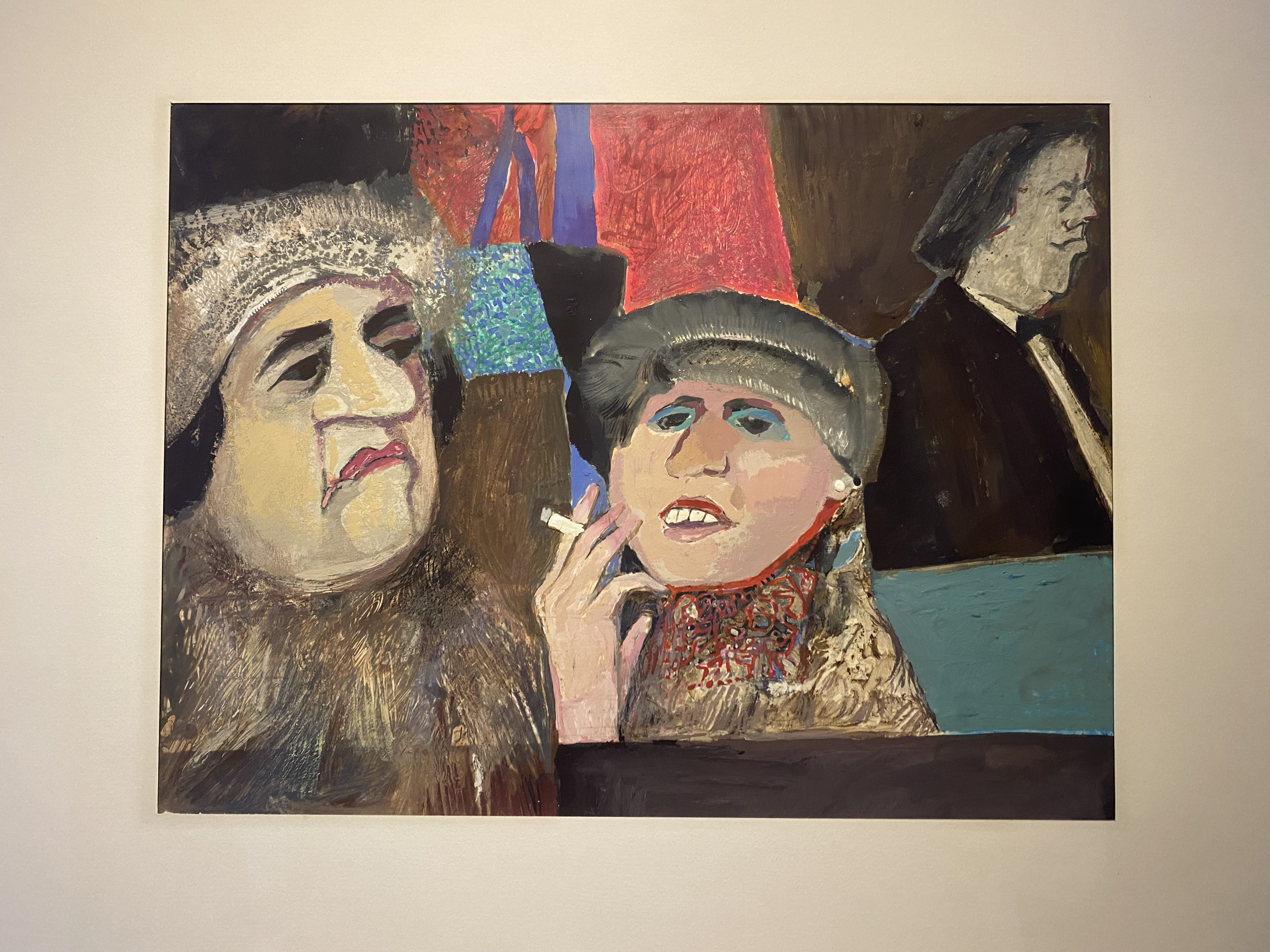
Ölbild Rauchende Frau, Worpswede 1963, private Sammlung
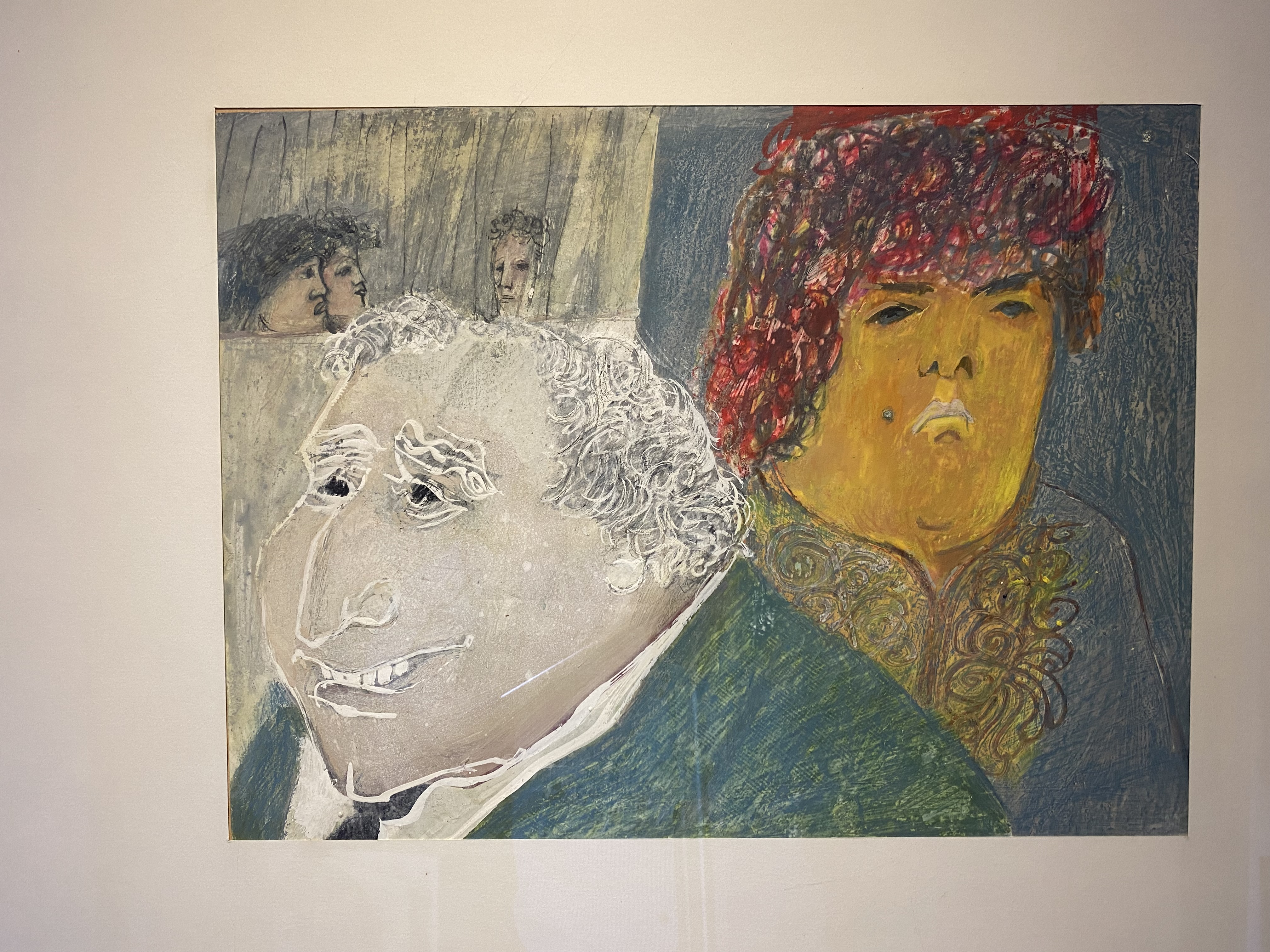
Ölbild Gesichter, Worpswede 1964, private Sammlung
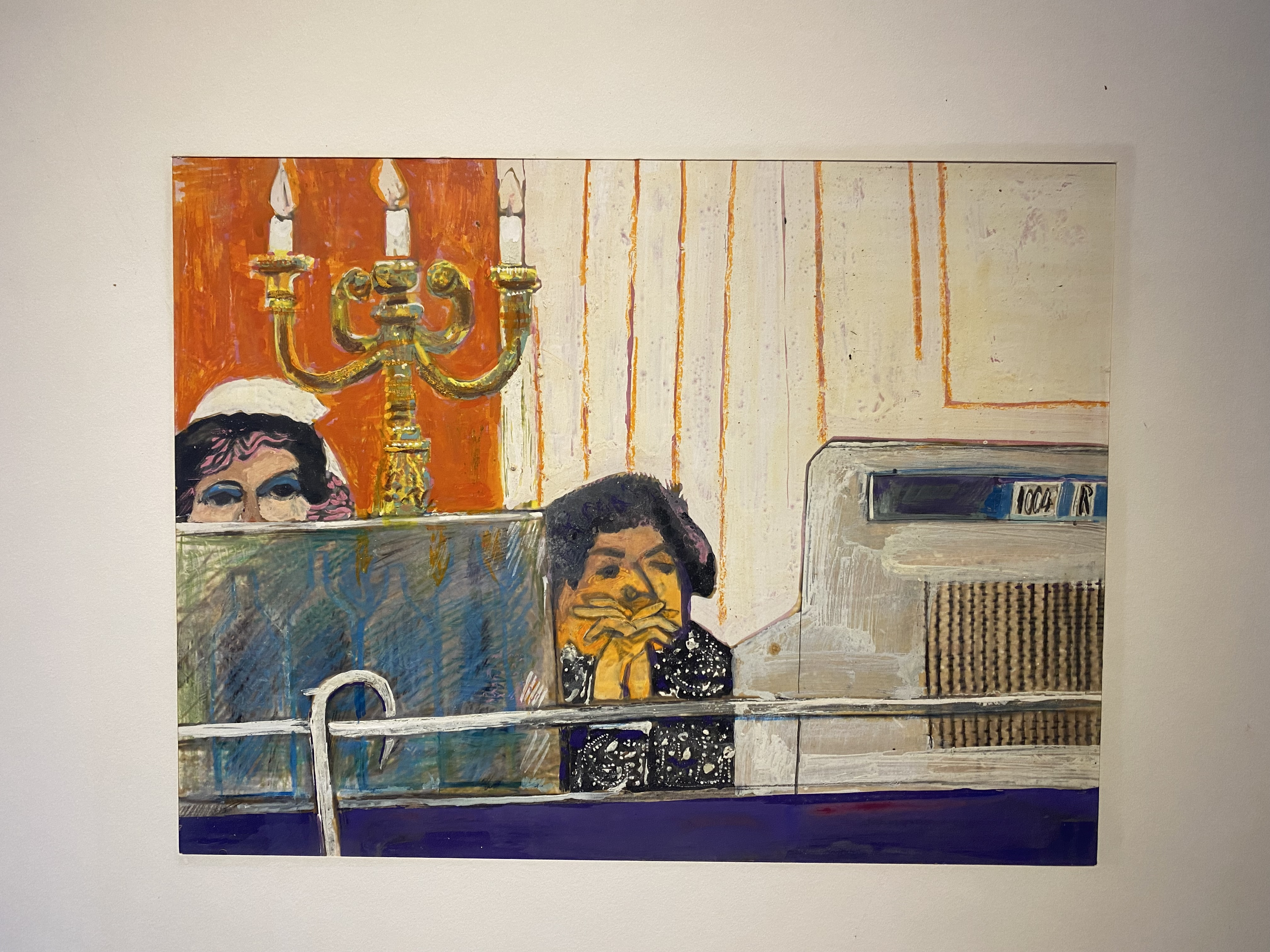
Ölbild An der Kasse, Worpswede 1965, private Sammlung

### 1970er Jahre

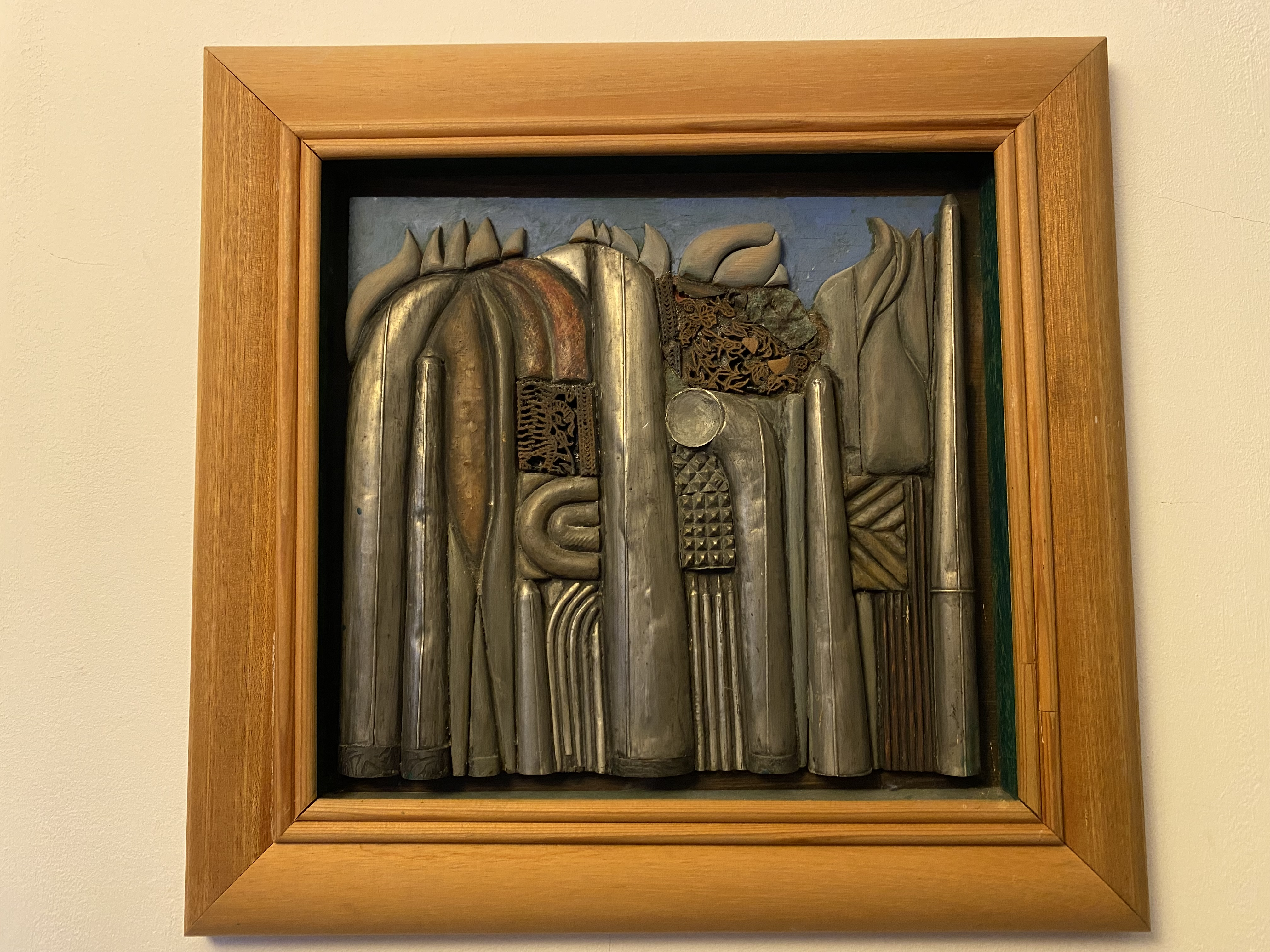
Materialbild Orgelpfeiffen, Worpswede 1970, private Sammlung
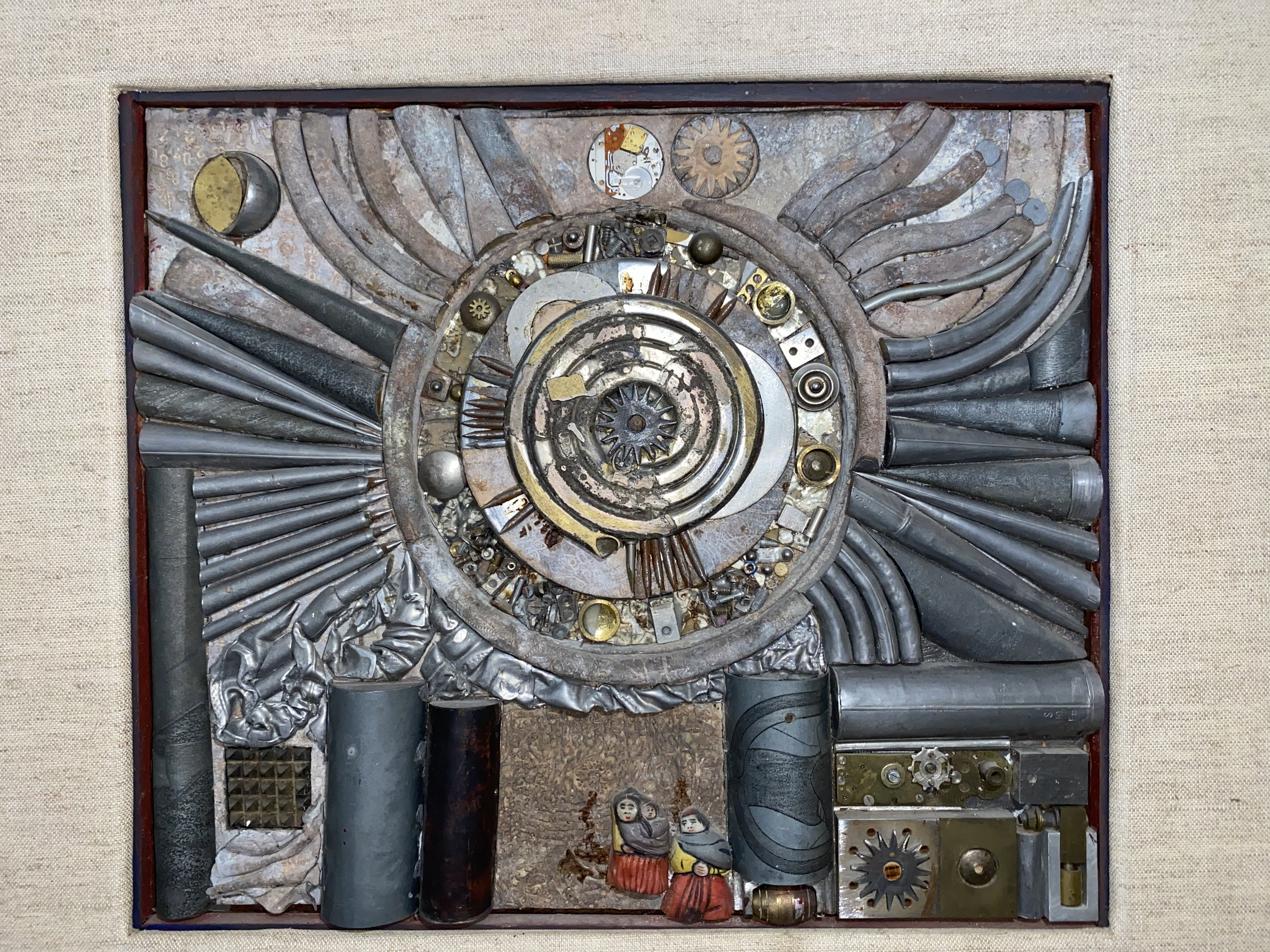
Materialbild Schrauben, Worpswede 1971, private Sammlung
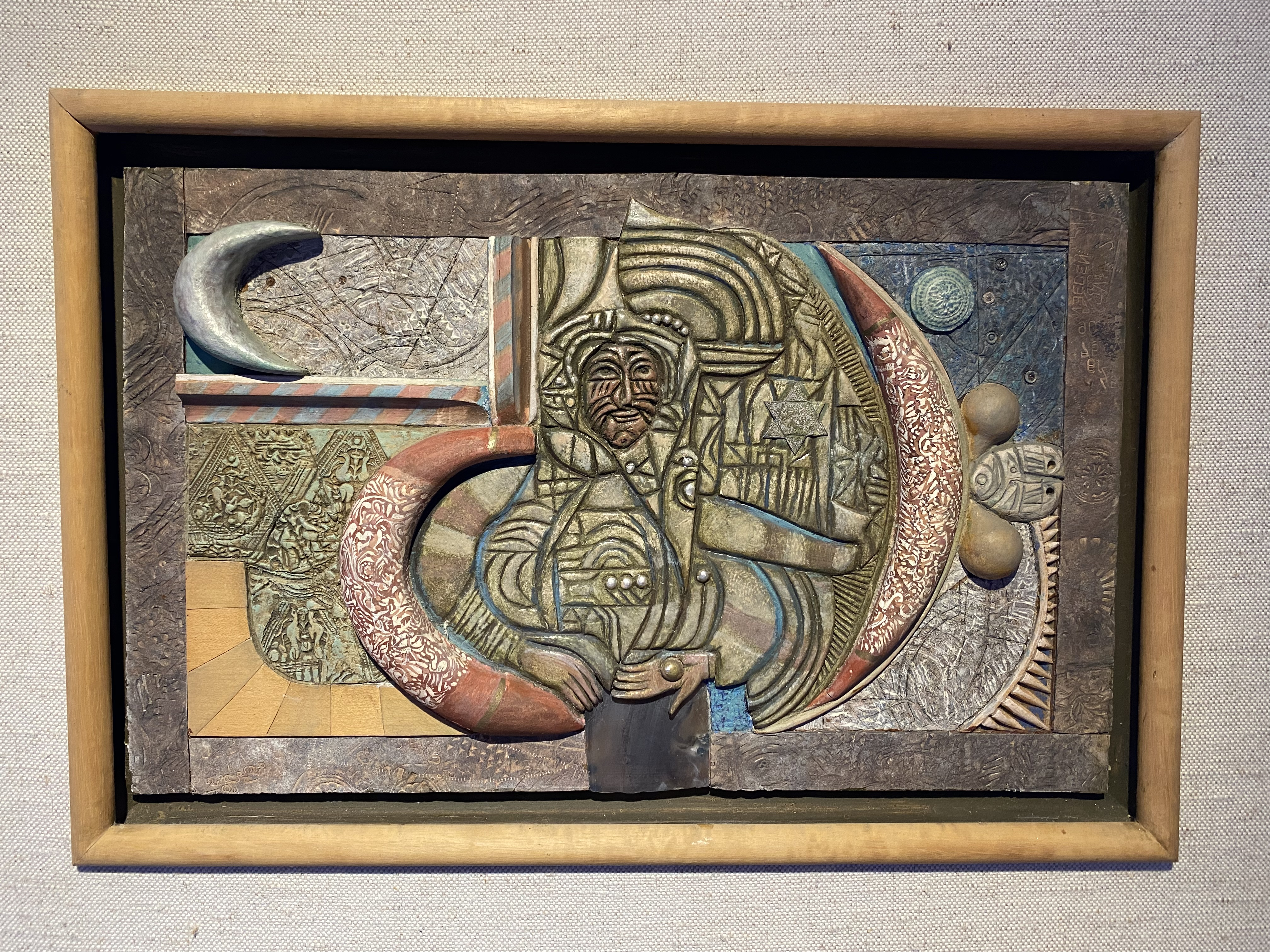
Materialbild Ulugh Beg: Herrscher, Astronom und Wissenschaftler; Worpswede 1972, private Sammlung

### Spätwerk (1980er Jahre)

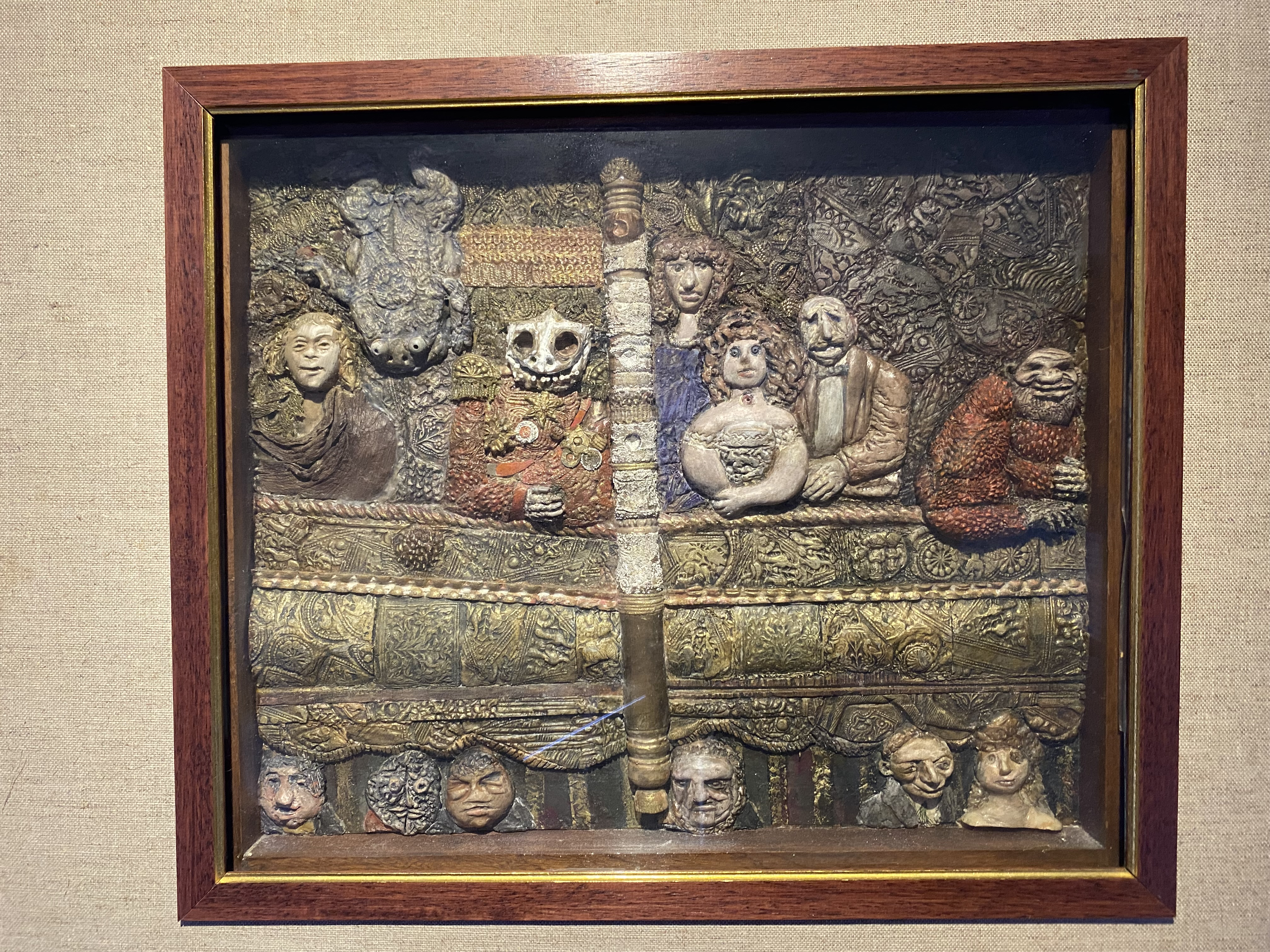
Materialbild Im Theater, der Tod sitzt bereits im Publikum, aus Fimo (gebrannt und bemalt), Worpswede 1985, private Sammlung
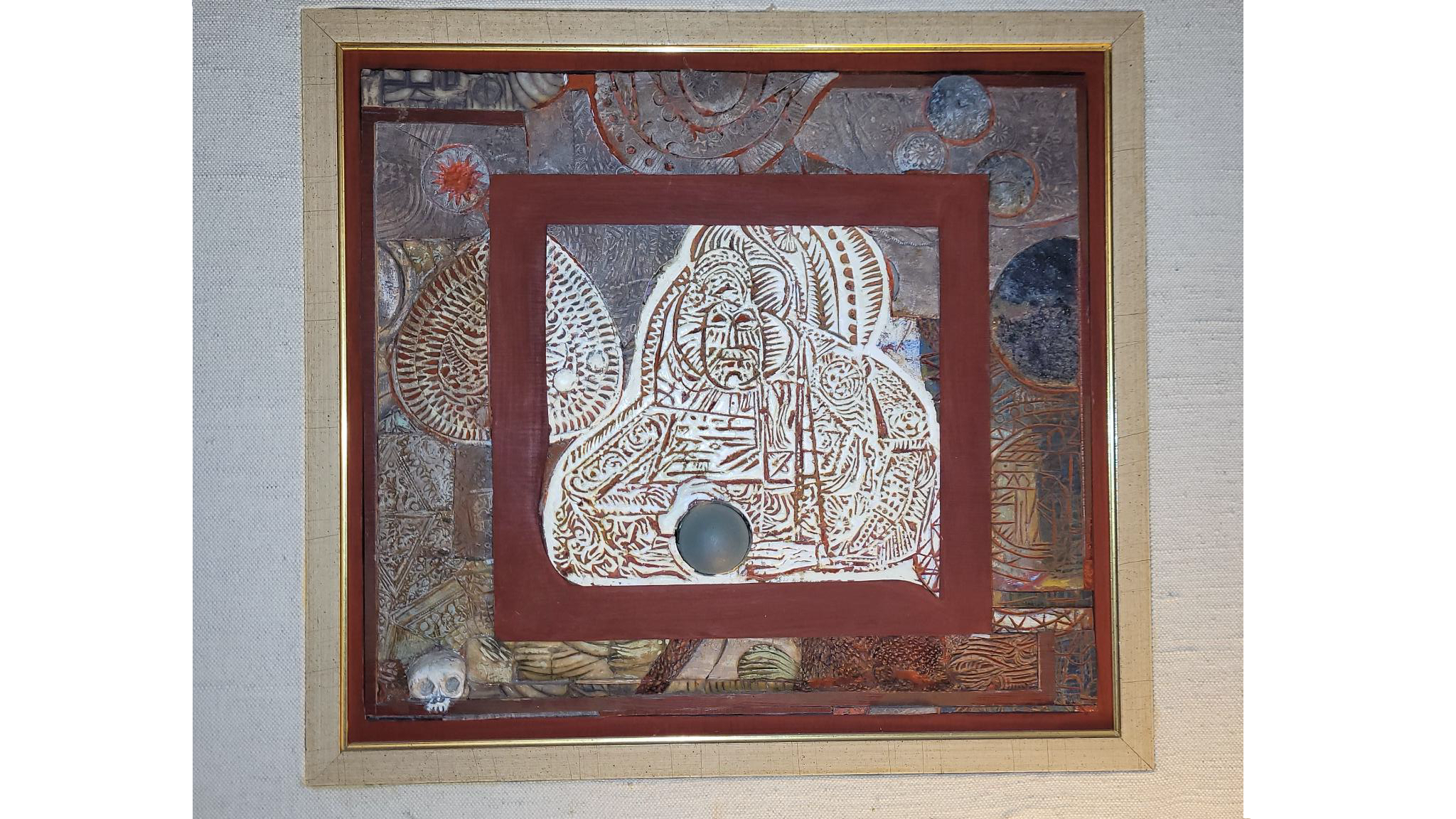
Materialbild Ulugh Beg: Der Tod ist bereits mit im Bild, Worpswede 1985, private Sammlung